# ISTRAC

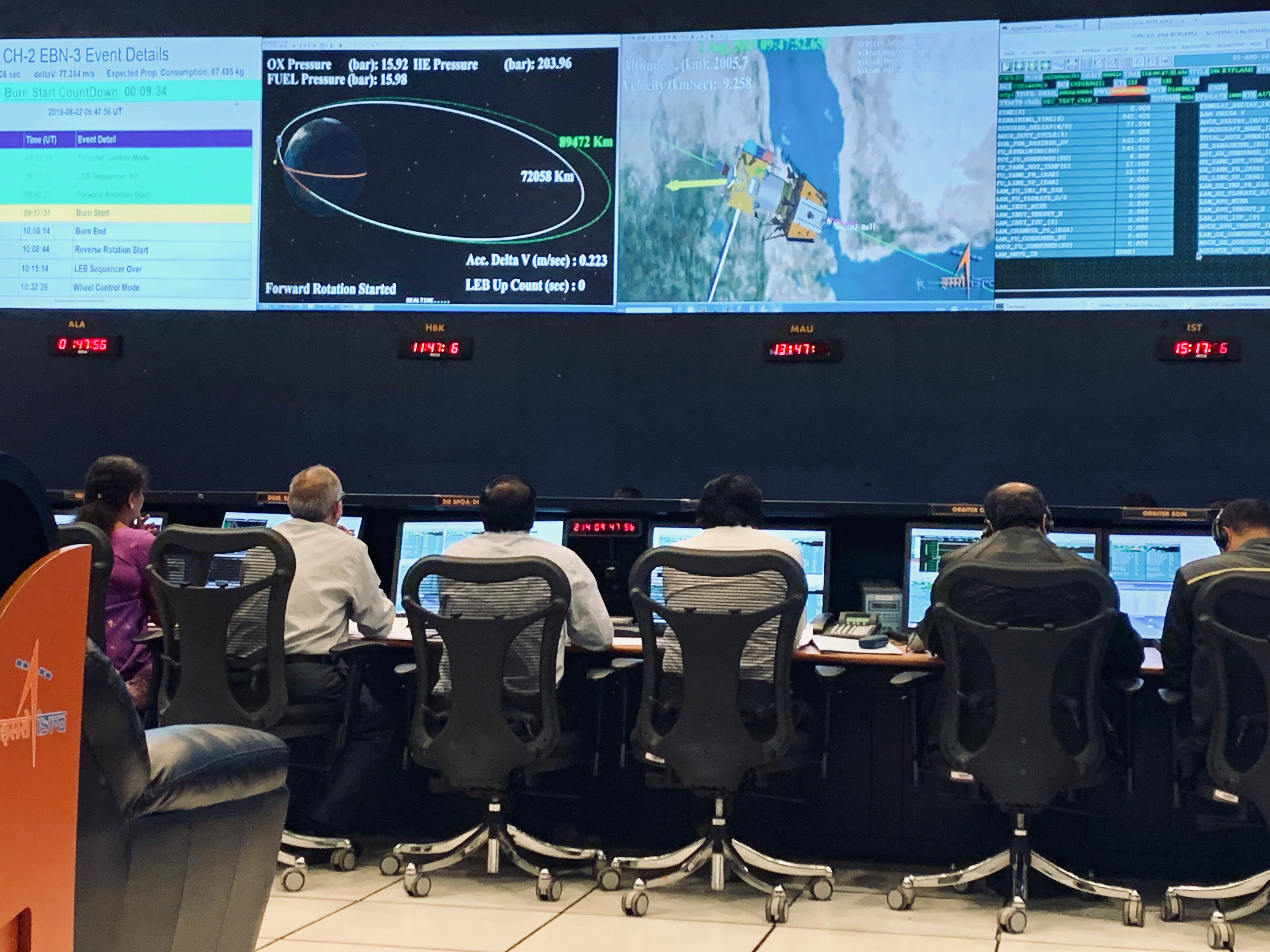
Der Mission Operations Complex von ISTRAC in Bangalore

ISTRAC steht für ISRO Telemetry Tracking and Command Network und ist die für Bahnverfolgung, Telemetrie und Steuerung von Raumflugkörpern zuständige Abteilung der indischen Weltraumorganisation ISRO.
ISTRAC betreibt ein weltumspannendes Antennennetzwerk, das zur Startunterstützung von Trägerraketen während LEOP und für das Satellitentracking in erdnahen Umlaufbahnen im C-,S-, und X-Band genutzt wird. Zur Unterstützung von Mondmissionen und interplanetaren Missionen besteht das Indian Deep Space Network (IDSN) mit der Deep-Space-Station in Byalalu bei Bengaluru.
Die Anlagen entsprechen den Standards des Consultative Committee for Space Data Systems (CCSDS) und können auf dieser Basis mit den Einrichtungen von anderen Weltraumagenturen zusammenarbeiten. Kontrolliert wird das Netzwerk primär vom Mission Operations Complex (MOX) und genutzt vom Indian Space Science Data Center (ISSDC) in Bengaluru, das die Daten der wissenschaftlichen Nutzlasten aufbereitet, auswertet und archiviert. Als Backup für das Missionszentrum dient das Alternate Satellite Controll Center ASCC in Lucknow.

## Trackingstationen
ISTRAC-Trackingstationen bestehen in Bangaluru, Sriharikota, Lucknow, Mauritius, Medvezhi Ozera („Bear Lakes“) bei Moskau, Biak in Indonesien, Brunei, Trivandrum und Port Blair.
Diese Trackingstationen verfügen über 10- bis 12-Meter-Antenen. Die Stationen sind hauptsächlich für die Unterstützung von erdnahen Satelliten gedacht und können im S-Band senden, sowie zwei Signale im S-Band empfangen, teilweise besteht auch Unterstützung für das C-Band. Sie können außerdem den Start und LEOP von Trägerraketen sowie die Kommunikation mit interplanetaren Missionen in der Startphase bis zu einer Entfernung von 100.000 km unterstützen. Bei größeren Entfernungen kann auf das IDSN gewechselt werden. Diese Trackingstationen werden bei Bedarf auch anderen Weltraumagenturen während Raketenstarts zur Verfügung gestellt. Alle Trackingstationen verfügen über stabile Datenübertragungsmöglichkeiten zum Kontrollzentrum in Bengaluru. 

## Externe Stationen
Für Raketenstarts und Raketen in LEOP kann darüber hinaus auf Trackingstationen anderer Betreiber auf Hawaii und in Brasilien (Alcantara, Cuiaba) zugegriffen werden. Die Startphase wird zusätzlich von Trackingstationen der NASA unterstützt. Es gibt einen Vertrag mit der ESA zur allgemeinen gegenseitigen Unterstützung, auch außerhalb von missionskritischen Phasen.

## Mobile Trackingstationen
Das Istrack verfügt über drei transportable TTC-Stationen mit 4,6-Meter-Antennen, die je nach Bedarf an Land oder auf Schiffen eingesetzt werden können. Für die Mars Orbiter Mission waren sie zur Startunterstützung im Pazifik.